# Raigón
Raigón ist eine Ortschaft in Uruguay.

## Geographie
Raigón befindet sich auf dem Gebiet des Departamento San José in dessen Sektor 2. Der Ort liegt unmittelbar östlich der Departamento-Hauptstadt San José de Mayo, eingebettet von den nordwestlich bzw. südöstlich in Ortsnähe verlaufenden Arroyo Carreta Quemada und Arroyo del Raigón, beides Nebenflüsse des Río San José. In südöstlicher Richtung findet sich in einigen Kilometern Entfernung Rodríguez.

## Infrastruktur
Durch den Ort führt die Ruta 11 sowie die Eisenbahnlinie Montevideo - San José - Colonia.

## Einwohner
Die Einwohnerzahl von Raigón beträgt 738 (Stand: 2011), davon 345 männliche und 393 weibliche.
| Jahr | Einwohner |
| ---- | --------- |
| 1963 | -         |
| 1975 | 192       |
| 1985 | 279       |
| 1996 | 582       |
| 2004 | 583       |
| 2011 | 738       |

Quelle: Instituto Nacional de Estadística de Uruguay